# Abtötung
Abtötung, auch Mortifikation, ist ein traditioneller, bildhafter und mehrdeutiger Ausdruck vor allem im Bereich der christlichen Theologie.
Nach dem christlichen Glauben steht der Mensch als Sünder vor Gott. Durch Tod und Auferstehung Jesu Christi wurden die Menschen von der Sünde befreit („erlöst“). Für den einzelnen Menschen bedeutet dies im Bild von Paulus seinen Tod als sündiger Mensch und die Teilhabe „am neuen Leben Jesu“. Abtötung zielt in der Sprache dieses Bildes daher auf den Tod des „alten“, d. h. sündigen Menschen. Es besteht nicht nur eine anfängliche Störung der Beziehung des Menschen zu Gott (Erbsünde). Als Folge der Erbsünde und als Folge persönlicher Sünden verbleibt trotz Taufe im Verhältnis des Menschen in/zu sich selbst, zu anderen Menschen und zu Gott eine Unordnung und Neigung zur Sünde (Konkupiszenz). Auch nach der Taufe bedarf es daher eines anhaltenden Prozesses der Umgestaltung des Gläubigen (Abtötung im weiteren Sinn) und einer aktiven Mitwirkung daran (Abtötung im engeren Sinn).

## Biblische Sprachwelt
Von mehreren Stellen im Neuen Testament zum Thema Abtötung werden hier nur drei prominente angeführt:

„Wisst ihr denn nicht, dass wir alle, die wir auf Christus Jesus getauft wurden, auf seinen Tod getauft worden sind? Wir wurden mit ihm begraben durch die Taufe auf den Tod; und wie Christus durch die Herrlichkeit des Vaters von den Toten auferweckt wurde, so sollen auch wir als neue Menschen leben. Wenn wir nämlich ihm gleich geworden sind in seinem Tod, dann werden wir mit ihm auch in seiner Auferstehung vereinigt sein.“

„Wenn ihr nach dem Fleisch lebt, müsst ihr sterben; wenn ihr aber durch den Geist die (sündigen) Taten des Leibes tötet, werdet ihr leben.“

„3Denn ihr seid gestorben und euer Leben ist mit Christus verborgen in Gott. […] 5Darum tötet, was irdisch an euch ist: die Unzucht, die Schamlosigkeit, die Leidenschaft, die bösen Begierden und die Habsucht, die ein Götzendienst ist. […] 9Belügt einander nicht; denn ihr habt den alten Menschen mit seinen Taten abgelegt 10und seid zu einem neuen Menschen geworden, der nach dem Bild seines Schöpfers erneuert wird, um ihn zu erkennen.“

Auf Grund dieser und ähnlicher Textstellen wurde der asketische Begriff der Abtötung entwickelt. Um dessen spirituelle Einbettung zu betonen, wurde diesem noch ein Begriff der Abtötung in einem weiteren Sinn vorangestellt.

## Aussagen in Katechismen
Im Katechismus der Katholischen Kirche (römisch-katholisch) wird der Ausdruck Abtötung an zwei Stellen erwähnt:

„1430Wie schon die Aufforderung der Propheten zielt auch der Ruf Jesu zu Umkehr und Buße zunächst nicht auf äußere Werke, ‚Sack und Asche‘, Fasten und Abtötungen, sondern auf die Bekehrung des Herzens, die innere Buße. Ohne sie bleiben Bußwerke unfruchtbar und unehrlich. Die innere Umkehr drängt jedoch dazu, diese Haltung in sichtbaren Zeichen, in Handlungen und Werken der Buße [Vgl. Joel 2,12–13 ; Jes 1,16–17 ; Mt 6,1–6.16–18 ] zum Ausdruck zu bringen.“

„2015Der Weg zur Vollkommenheit führt über das Kreuz. Es gibt keine Heiligkeit ohne Entsagung und geistigen Kampf [Vgl. 2 Tim 4 ]. Der geistliche Fortschritt verlangt Askese und Abtötung, die stufenweise dazu führen, im Frieden und in der Freude der Seligpreisungen zu leben.“

Der Katholische Erwachsenen-Katechismus enthält den Ausdruck „Abtötung“ nicht.

## Weitere Rezeption
Elisabeth Cruciger (ca. 1500–1535) formuliert im protestantischen Chióral Herr Christ, der einig Gotts Sohn im Anschluss an Römer 6 zusammenfassend „Ertöt uns durch dein Güte, / erweck uns durch dein Gnad. / Den alten Menschen kränke, / dass der neu’ leben mag…“ Diesen Vers nimmt Johann Sebastian Bach auf in den Kantaten Jesus nahm zu sich die Zwölfe (BWV 22, Choral 5) sowie Herr Christ, der einge Gottessohn (BWV 96, Choral 6).

## Abtötung im weiteren Sinn
In einem weiten paulinischen Sinn bedeutet Abtötung das „grundsätzliche sakramentale Sterben bei der Taufe (Röm 6,11 ) dauernd im Leben (vgl. auch Röm 8,10 ), indem sich die Tötung der todmachenden Sünde durch den Glauben und die Taufe im realen Leid und Tod des Lebens und (wohl auch nach Paulus) durch aktives Übernehmen des Verzichts (als eine Einübung des christlichen Sterbens) auf das ganze Dasein des Menschen in allen seinen Dimensionen ausbreitet“.

## Abtötung im engeren Sinn
Im engeren, herrschenden Sinn ist Abtötung ein „Leitbegriff der katholischen Askese“.
Der Ausdruck Abtötung wird heute vielfach durch gemilderte Ausdrücke ersetzt. „Man spricht von Veränderung der Lebensweise, von Selbstbeherrschung, Willensbildung, Richtung der Seele auf Gott.“

### Definition
Definiert werden Abtötungen unter anderem als „aktive (initiativ geübte) innere und äußere Verzichtsleistungen und Bußwerke, die das Triebleben (Selbsterhaltungs- und Geschlechtstrieb) in das eine Ganze des christlichen Lebens einordnen sollen.“ In klassischer Manier wird Abtötung definiert als „Kampf gegen die bösen Neigungen, um sie dem Willen und diesen Gott zu unterwerfen“. Eingängiger als „die verschiedenen Einschränkungen, die sich der Christ – wie übrigens jeder andere auch – auferlegen muß, wenn er leben und gut leben will“.

### Abgrenzungen

#### Buße
Die Abtötung ist von der Buße abzugrenzen. Geht es bei der Abtötung um Sühne für begangene Sünden, so ist sie Buße, genauer (möglicher) „Ausdruck und Steigerung der Bußgesinnung“.
Abtötung „im eigentlichen Sinne“ sei aber die „zur Verminderung gegenwärtiger und zukünftiger Fehler“.
Betont wird (auch) in der katholischen Theologie, dass Buße im Sinne von Umkehr und Bekehrung zwar nicht ohne „äußere Akte und Werke“ auskomme, „die Buße [aber] nicht durch solche Akte definiert werden kann“: „Die Buße ist im wesentlichen weder Askese noch Werk der Abtötung, noch Genugtuung; sie ist ein innerlicher und geistiger Akt, eine Bekehrung des Herzens. Sie kann wohl Abtötung, Wiedergutmachung und sakramentales Bekenntnis einschließen, aber dies ist alles zweitrangig oder kommt doch erst an zweiter Stelle.“

#### Tugend
Die traditionelle katholische Ethik ist tugendethisch ausgerichtet. Die Abtötung „ist weniger eine einzelne Tugend, als eine Gesamtheit von Tugenden, die erste Stufe aller Tugenden, welche zwecks Wiederherstellung des Gleichgewichtes und rechtmäßiger Rangordnung der Fähigkeiten in der Überwindung der Hindernisse besteht.“

### Ziel der Abtötung
Das Ziel der Abtötung ist in der Perspektive der katholischen Theologie die „Vereinigung mit Gott“. Abtötungen haben nur einen Wert, wenn sie „Akte der Liebe“ sind:  „... die Abtötung ist nicht Ziel, sondern nur Mittel. Man tötet sich ab, nur um eines höheren Lebens teilhaftig zu werden. Man entledigt sich der äußeren Güter, nur um die geistlichen Güter besser zu genießen. Man verzichtet auf sich selbst, nur um Gott zu besitzen. Nur um Frieden zu genießen, kämpft man.“
Ziel des christlichen Lebens ist in katholischen Termini die „Heiligkeit“ und es gilt: „Alle Heiligen haben sich abgetötet“ sowie: „Ohne Abtötung ist Nachfolge Christi nicht möglich.“

### Abtötung und Askese
Die Abtötung ist im Zusammenhang mit der allgemeinen Askese zu sehen.
Röm 6, 3-5 anführend heißt es im KEK: „Das ganze christliche Leben muß deshalb eine ständige Bekehrung und ein ständiger Kampf mit den Mächten der Sünde sein wie ein beständiges Wachsen im neuen Leben, in Glaube, Hoffnung und Liebe. Dazu gehören auch Askese, d. h. das beharrliche Bemühen, alles abzulegen, was nicht dem Geist Jesu Christi entspricht, und die Einübung ins Christsein, d. h. das Bemühen, dem Bild Jesu Christi gleichgestaltet zu werden und in seiner Kraft zu erstarken (vgl. Phil 3,10 ; Röm 8,29 , Kol 3,9–10 ). Als Mittel dazu nennt die kirchliche Überlieferung Fasten, Gebet und Almosen (vgl. Tob 12,8 ; Mt 6,1–18 ).“

### Kritik der Abtötung
Die Abtötung sieht sich Kritik, Missverständnissen und Missbräuchen ausgesetzt:
- Zum einen besteht – insbesondere aus protestantischer Sicht – die Gefahr einer Werkgerechtigkeit. Unabhängig von der Frage des Verhältnisses von Gnade und Freiheit bei der Rechtfertigung besteht praktisch die Gefahr der Selbstgerechtigkeit, Selbstgefälligkeit und geistlichen Stolzes.

- Die christliche Lehre von der Abtötung wird kritisiert als lust-, leib- und lebensfeindlich.[20] Die christliche Theologie sieht diesen Vorwurf als ungerechtfertigt an und betont, dass Lust – auch sexuelle Lust –, der menschliche Leib und das Leben in sich gut seien: „Diese christliche Auffassung [von der Abtötung] ist gleich entfernt von sektenmäßigem Haß und Verachtung des Leibes wie von seiner Vergötterung im Sinne des modernen Heidentums.“[19] Die Abtötung bekämpfe nicht den Leib, sondern die Sünde im Leib (Augustinus[21]).

- Die christliche Lehre von der Abtötung macht nur Sinn auf der Grundlage der Prämisse des Bestehens einer Erbsünde vor der Taufe und einer verbleibenden Sündenneigung (Konkupiszenz) trotz Taufe. Sieht man den Menschen und jede seiner Regungen und Neigungen als natürlich gut und in sich harmonisch an (vgl. etwa Rousseau), gibt es nichts, was zu kultivieren oder einzuschränken ist.

- Abtötung ist nicht nur etwas für Ordensleute oder Kleriker, sondern auch für Laien. Die Abtötungen einer Familienmutter sind andere als die eines Kartäusermönchs.[22] Abtötungen von Laien sollten in der Regel unspektakulär sein und der Verbesserung der sozialen, familiären und beruflichen Kompetenzen dienen.

- Aus Sicht der ignatianischen Spiritualität: „‚Abtötung‘ wurde zum Fanal einer Fixierung auf Askese, auf eine Lebens- und Leibfeindlichkeit, die zu einer Entfremdung der Christen von der ‚bösen Welt‘ führte. Ignatius dagegen stellt an den Schluss seiner Exerzitien, in der vierten Woche, die Meditation über die Auferstehung. Derjenige, der die großen Exerzitien durchlaufen hat, lebt das Leben der Jünger mit dem Auferstandenen, frei von kleinlichem Suchen nach seinen Sünden und von der Angst um sein Seelenheil. Sein Leben ist daraufhin orientiert, anderen zu helfen, dass sie die gute Nachricht von der Auferstehung verstehen und zur Erlösung kommen.“[23]

## Zitate
- Ignatius von Loyola: „Das soll ein jeder bedenken, dass er in allen geistlichen Dingen nur insoweit Fortschritte machen wird, als er herausspringt aus seiner Eigenliebe, seinem Eigenwillen und seinem Eigennutz“ (EB 189). Er spricht in diesem Zusammenhang von Abtötung: „Einem wirklich Abgetöteten reicht eine Viertelstunde, um sich mit Gott im Gebet zu vereinen.“[23]